# Mesoleius pusio
Mesoleius pusio là một loài tò vò trong họ Ichneumonidae.